# Liste der Stolpersteine in Berlin-Karlshorst
Die Liste der Stolpersteine in Berlin-Karlshorst enthält die Stolpersteine im Berliner Ortsteil Karlshorst im Bezirk Lichtenberg, die an das Schicksal der Menschen erinnern, die im Nationalsozialismus ermordet, deportiert, vertrieben oder in den Suizid getrieben wurden. Die Spalten der Tabelle sind selbsterklärend. Die Tabelle erfasst insgesamt 78 Stolpersteine und ist teilweise sortierbar; die Grundsortierung erfolgt alphabetisch nach dem Familiennamen.
| Bild | Name                                             | Standort                 | Verlegedatum  | Leben |                     |
| ---- | ------------------------------------------------ | ------------------------ | ------------- | --- | ------------------- |
|      | Gisela Alexander                                 | Rheingoldstraße 4        | 10. Dez. 2005 | * 17. Juni 1925 in Marienburg, deportiert am 2. März 1943 mit dem 32. Transport nach Auschwitz, dort verschollen.                                                                                           | 52.486739 13.528581 |
|      | Margarethe Alexander                             | Rheingoldstraße 4        | 10. Dez. 2005 | * 10. Mai 1895 in Rosozin (Schlesien) als Margarethe Wachsmann, deportiert am 12. März 1943 mit dem 36. Transport nach Auschwitz, dort verschollen.                                                         | 52.486738 13.528581 |
|      | Gertrud Behrendt                                 | Hentigstraße 24a         | 10. Dez. 2005 | * 30. Juni 1879 in Berlin, deportiert am 28. März 1942 mit dem XI. Transport nach Trawniki, dort verschollen.                                                                                               | 52.48785 13.52365   |
|      | Henriette Behrendt                               | Hentigstraße 24a         | 10. Dez. 2005 | * 6. Oktober 1882 in Berlin, deportiert am 28. März 1942 mit dem XI. Transport nach Trawniki, dort verschollen.                                                                                             | 52.48786 13.52365   |
|      | Julius Behrendt                                  | Hentigstraße 24a         | 10. Dez. 2005 | * 1. Februar 1874 in Berlin, deportiert am 28. März 1942 mit dem XI. Transport nach Trawniki, dort verschollen.                                                                                             | 52.48787 13.52365   |
|      | Max Bernet                                       | Gundelfinger Straße 31   | 10. Dez. 2005 | * 23. Februar 1889 in Frensdorf, deportiert am 3. März 1943 mit dem 33. Transport nach Auschwitz, dort verschollen.                                                                                         | 52.48349 13.52426   |
|      | Rosa Biberfeld                                   | Dönhoffstraße 29         | 10. Dez. 2005 | * 31. Juli 1872 in Breslau als Rosa Gottheimer, deportiert am 19. April 1943 nach Theresienstadt, † 1. Juni 1943 in Theresienstadt.                                                                         | 52.48427 13.52008   |
|      | Max Bindel                                       | Treskowallee 89          | 7. Juli 2008  | * 14. September 1901 in München, 1939 verhaftet, verschollen in Berlin-Plötzensee | 52.484225 13.526437 |
|      | Helene Bukofzer                                  | Gundelfinger Straße 4    | 13. Sep. 2007 | * 6. November 1879 in Rinteln, deportiert am 14. April 1942 mit dem XIV. Transport nach Trawniki, verschollen in Warschau.                                                                                  | 52.48348 13.52426   |
|      | Leib Charytan                                    | Wandlitzstraße 13        | 10. Dez. 2005 | * 1. Juni 1889 in Zaleskawola (Galizien), deportiert am 12. März 1943 mit dem 36. Transport nach Auschwitz, † 19. Mai 1943.                                                                                 | 52.4813 13.52273    |
|      | Rahel Charytan                                   | Wandlitzstraße 13        | 10. Dez. 2005 | * 28. Dezember 1889 in Antoniki (Galizien) als Rahel Stelzer, deportiert am 2. März 1943 mit dem 32. Transport nach Auschwitz, dort verschollen.                                                            | 52.4814 13.52273    |
|      | Alfred Cohn                                      | Heiligenberger Straße 5  | 14. Sep. 2007 | * 25. September 1885 in Berlin, deportiert am 26. Februar 1943 mit dem 30. Transport nach Auschwitz, dort verschollen.                                                                                      | 52.48062 13.52265   |
|      | Gerda Cohn                                       | Heiligenberger Straße 5  | 14. Sep. 2007 | * 23. April 1926 in Berlin, deportiert am 19. Februar 1943 mit dem 29. Transport nach Auschwitz, dort verschollen.                                                                                          | 52.48063 13.52265   |
|      | Rosette Cohn                                     | Heiligenberger Straße 5  | 14. Sep. 2007 | * 28. September 1891 in Berlin, deportiert am 26. Februar 1943 mit dem 30. Transport nach Auschwitz, dort verschollen.                                                                                      | 52.48064 13.52265   |
|      | Fritz Cronheim                                   | Waldowallee 37           | 13. Sep. 2007 | * 6. August 1891 in Stepenitz, deportiert am 6. März 1943 mit dem 35. Transport nach Auschwitz, † 15. April 1943 in Auschwitz.                                                                              | 52.48808 13.52991   |
|      | Minna Cronheim                                   | Waldowallee 37           | 13. Sep. 2007 | * 11. September 1894 in Hohensalza als Minna Lewinski, deportiert am 6. März 1943 mit dem 35. Transport nach Auschwitz, dort verschollen.                                                                   | 52.48809 13.52991   |
|      | Selma Danziger                                   | Gundelfinger Straße 31   | 13. Sep. 2007 | * 27. Dezember 1880 in Schweidnitz, deportiert am 29. November 1942 mit dem 23. Transport nach Auschwitz, dort verschollen.                                                                                 | 52.487595 13.52512  |
|      | Wolfgang Dienstfertig                            | Königswinterstraße 15    | 10. Dez. 2005 | * 21. Dezember 1877 in Breslau, deportiert am 13. Januar 1942 mit dem 8. Transport nach Riga, dort verschollen.                                                                                             | 52.48109 13.53071   |
|      | Chane Emmerich                                   | Sangeallee 32            | 10. Dez. 2005 | * 24. März 1888 in Grybow als Chane Einhorn, deportiert am 2. März 1943 mit dem 32. Transport nach Auschwitz, dort verschollen.                                                                             | 52.487152 13.519106 |
|      | Robert Emmerich                                  | Sangeallee 32            | 10. Dez. 2005 | * 14. September 1878 in Steinheim, deportiert am 3. März 1943 mit dem 33. Transport nach Auschwitz, dort verschollen.                                                                                       | 52.487153 13.519106 |
|      | Josephine Ernst                                  | Gundelfinger Straße 31   | 10. Dez. 2005 | * 7. Mai 1875 in Neu Raußnitz als Josephine Munk, deportiert am 2. April 1942 mit dem XII. Transport nach Trawniki, dort verschollen.                                                                       | 52.487596 13.52512  |
|      | Minna Fass                                       | Rheingoldstraße 4        | 7. Mai 2004   | * 6. April 1885 in Krone an der Brahe als Minna Mila Alexander, deportiert am 12. März 1943 mit dem 36. Transport nach Auschwitz, dort verschollen.                                                         | 52.486737 13.528581 |
|      | Siegmund Fass                                    | Rheingoldstraße 4        | 7. Mai 2004   | * 29. Oktober 1874 in Obornik, deportiert am 14. Juli 1944 mit dem 21. Alterstransport nach Theresienstadt, am 19. September 1942 nach Treblinka verbracht, verschollen in Minsk.                           | 52.486736 13.528581 |
|      | Charlotte Freudenberg                            | Wandlitzstraße 13        | 10. Dez. 2005 | * 8. September 1897 in Berlin als Charlotte Lichtenstein, deportiert am 29. November 1942 mit dem 23. Transport nach Auschwitz, † Dezember 1942 in Auschwitz.                                               | 52.4815 13.52273    |
|      | Rosa Freund                                      | Wildensteiner Straße 10  | 10. Dez. 2005 | * 4. August 1881 in Deutsch Krone, deportiert am 19. Januar 1942 mit dem IX. Transport nach Riga, dort verschollen.                                                                                         | 52.480039 13.523102 |
|      | Elsbeth Frey                                     | Rheingoldstraße 4        | 7. Mai 2004   | * 4. Februar 1883 in Pleschen, deportiert am 19. April 1944 mit dem 104. Alterstransport nach Theresienstadt, am 15. Mai 1944 nach Auschwitz, dort verschollen.                                             | 52.486735 13.528581 |
|      | Erich Magnus Frey                                | Rheingoldstraße 4        | 7. Mai 2004   | * 26. Oktober 1889 in Berlin, deportiert am 19. April 1944 mit dem 104. Alterstransport nach Theresienstadt, am 15. Mai 1944 nach Auschwitz verbracht, † 31. Mai 1944 in Auschwitz.                         | 52.486734 13.528581 |
|      | Dorothea Funk                                    | Weseler Straße 15        | 13. Sep. 2007 | * 12. März 1879 in Berlin als Dorothea Brandt, deportiert am 4. März 1943 mit dem 34. Transport nach Auschwitz, dort verschollen.                                                                           | 52.48376 13.5272    |
|      | Sally Funk                                       | Weseler Straße 15        | 13. Sep. 2007 | * 30. November 1885 in Königsberg, deportiert am 4. März 1943 mit dem 34. Transport nach Auschwitz, dort verschollen.                                                                                       | 52.48377 13.5272    |
|      | Dorothea Goldberg                                | Treskowallee 103         | 14. Sep. 2007 | * 29. August 1863 in Stolp als Dorothea Herrmann, deportiert am 17. August 1942 mit dem 1. großen Alterstransport nach Theresienstadt, † 1. September 1942 in Theresienstadt.                               | 52.482996 13.526015 |
|      | Julius Golde                                     | Waldowallee 9            | 13. Sep. 2007 | Ernst Julius Golde; * 3. Oktober 1874 in Berlin, deportiert am 12. Januar 1943 mit dem 79. Alterstransport nach Theresienstadt, am 16. Mai 1944 nach Auschwitz verbracht, dort verschollen.                 | 52.48984 13.52872   |
|      | Olga Golde                                       | Waldowallee 9            | 13. Sep. 2007 | * 15. August 1879 in Nürnberg als Olga Schlesinger, deportiert am 12. Januar 1943 mit dem 79. Alterstransport nach Theresienstadt, am 16. Mai 1944 nach Auschwitz verbracht, dort verschollen.              | 52.48985 13.52872   |
|      | Jean Goldschmidt                                 | Heiligenberger Straße 10 | 14. Sep. 2007 | * 2. April 1886 in Berlin, † 29. Oktober 1941 in Sachsenhausen. | 52.480436 13.522008 |
|      | Margarete Goldstein                              | Wandlitzstraße 13        | 10. Dez. 2005 | * 28. Februar 1902 in Neapel, deportiert am 1. März 1943 mit dem 31. Transport nach Auschwitz, dort verschollen.                                                                                            | 52.4812 13.52273    |
|      | Doris Grünberg (auf dem Stein: Dorris Gruenberg) | Treskowallee 103         | 10. Dez. 2005 | * 25. Februar 1895 in Berlin, deportiert am 27. November 1941 mit dem VII. Transport nach Riga, dort verschollen.                                                                                           | 52.482997 13.526015 |
|      | Regina Gruenberg                                 | Treskowallee 103         | 10. Dez. 2005 | * 20. März 1894 in Berlin, deportiert am 27. November 1941 mit dem VII. Transport nach Riga, dort verschollen.                                                                                              | 52.482998 13.526015 |
|      | Käthe Hamburger                                  | Stolzenfelsstraße 2      | 14. Sep. 2007 | * 4. Mai 1897 in Pless als Käthe Silbiger, deportiert am 3. Februar 1943 mit dem 28. Transport nach Auschwitz, dort verschollen.                                                                            | 52.48118 13.52699   |
|      | Martin Hamburger                                 | Stolzenfelsstraße 2      | 14. Sep. 2007 | * 7. Juli 1887 in Königshütte, deportiert am 3. Februar 1943 mit dem 28. Transport nach Auschwitz, dort verschollen.                                                                                        | 52.48119 13.52699   |
|      | Rosalie Hamburger                                | Stolzenfelsstraße 2      | 14. Sep. 2007 | * 22. August 1884 in Königshütte als Rosalie Koslowski, deportiert am 28. März 1942 mit dem XI. Transport nach Trawniki, dort verschollen.                                                                  | 52.48118 13.52697   |
|      | Sally Hamburger                                  | Stolzenfelsstraße 2      | 14. Sep. 2007 | * 27. Juni 1882 in Königshütte, deportiert am 28. März 1942 mit dem XI. Transport nach Trawniki, dort verschollen.                                                                                          | 52.48118 13.52696   |
|      | Max Herrmann                                     | Treskowallee 103         | 14. Sep. 2007 | * 28. Oktober 1868 in Stolp, deportiert am 25. Januar 1942 mit dem XX. Transport Riga, dort verschollen. | 52.482999 13.526015 |
|      | Selma Herrmann                                   | Treskowallee 103         | 14. Sep. 2007 | * 17. März 1876 in Stolp als Selma Lewin, deportiert am 17. August 1942 mit dem 1. großen Alterstransport nach Theresienstadt, † 18. November 1942 in Theresienstadt.                                       | 52.482995 13.526015 |
|      | Else Heyn                                        | Stühlinger Straße 11b    | 14. Sep. 2007 | * 18. Februar 1875 in Breslau als Else Bielschowsky, deportiert am 3. August 1942 mit dem 3. großen Alterstransport nach Theresienstadt, † 2. März 1943 in Theresienstadt.                                  | 52.47928 13.51899   |
|      | Herbert Hofmann                                  | Dorotheastraße 28        | 10. Dez. 2005 | * 1895 in Berlin, † 1943 in Theresienstadt | 52.484723 13.523309 |
|      | Siegmund Hofmann                                 | Dorotheastraße 28        | 25. Okt. 2010 | * 19. Januar 1864 in Kleinbardorf, deportiert am 14. September 1942 mit dem 2. großen Alterstransport nach Theresienstadt, † 5. Mai 1943 in Theresienstadt.                                                 | 52.484724 13.523309 |
|      | Hermann Jochade                                  | Grafenauer Weg 39        | 25. Okt. 2010 | Mitglied des Generalrats der ITF, Vorstandsmitglied des Einheitsverbands der Eisenbahner Deutschlands Der Stolperstein wurde auf Initiative der Berliner Eisenbahn- und Verkehrsgewerkschaft (EVG) verlegt. | 52.49018 13.53717   |
|      | Martha Kuhn                                      | Dorotheastraße 28        | 10. Dez. 2005 | * 11. Mai 1891 in Berlin als Martha Hofmann, deportiert am 19. April 1943 mit dem 86. Alterstransport nach Theresienstadt, † 25. Mai 1944 in Theresienstadt.                                                | 52.484725 13.523309 |
|      | Max Levy                                         | Wandlitzstraße 13        | 28. Sep. 2019 | | 52.4813 13.52273    |
|      | Valeska Levy                                     | Wandlitzstraße 13        | 28. Sep. 2019 | | 52.4813 13.52273    |
|      | Alfred Mode                                      | Treskowallee 109         | 25. Okt. 2010 | * 8. Mai 1870 in Berlin; † 1936, Freitod. | 52.481971 13.525758 |
|      | Helene Motulsky                                  | Rödelstraße 10           | 18. Mai 2025  | * 4. August 1898 in Bartschin, mit dem 34. Osttransport am 4. März 1943 nach Auschwitz deportiert und dort ermordet                                                                                         | 52.4806 13.5128     |
|      | Max Motulsky                                     | Hentigstraße 24a         |               | | 52.4879 13.5237     |
|      | Pauline Motulsky                                 | Hentigstraße 24a         |               | | 52.4879 13.5237     |
|      | Georg Nelhans                                    | Wandlitzstraße 49        | 12. Mai 2016  | * 4. Februar 1873 in Vetschau, deportiert am 30. Juni 1942 mit dem 12. Alterstransport nach Theresienstadt, † 26. Oktober 1942 in Theresienstadt                                                            | 52.4845 13.5168     |
|      | Josefine Nelhans                                 | Wandlitzstraße 49        | 12. Mai 2016  | * 31. Januar 1883 in Berlin, deportiert am 30. Juni 1942 mit dem 12. Alterstransport nach Theresienstadt, am 16. Mai 1944 nach Auschwitz, † 1944 in Auschwitz                                               | 52.4845 13.5168     |
|      | Gerd Nothenberg                                  | Wandlitzstraße 13        | 28. Sep. 2019 | | 52.4813 13.52273    |
|      | Margot Nothenberg                                | Wandlitzstraße 13        | 28. Sep. 2019 | | 52.4813 13.52273    |
|      | Rudolf Nothenberg                                | Wandlitzstraße 13        | 28. Sep. 2019 | | 52.4813 13.52273    |
|      | Hugo Plonski                                     | Stühlinger Straße 11b    | 14. Sep. 2007 | * 3. Januar 1858 in Neustadt; † 21. November 1942 in Berlin (Gefängnis) | 52.47929 13.51899   |
|      | Rudolf Pörschke                                  | Cäsarstraße 32           | 26. März 2015 | * 1924, im April 1944 auf dem Schlachtschiff „Tirpitz“ verhaftet, wegen Wehrkraftzersetzung verurteilt und dort am 25. Mai 1944 hingerichtet                                                                | 52.4893 13.5242     |
|      | Emil Richter                                     | Heiligenberger Straße 5  | 5. Dez. 2019  | * 28. Oktober 1859 in Rosenberg, † 21. Juli 1941 in Berlin-Lichtenberg durch Freitod | 52.4806 13.5227     |
|      | Gertrud Sänger                                   | Waldowallee 9            | 13. Sep. 2007 | * 17. Juli 1912 in Berlin als Gertrud Golde, deportiert am 3. März 1943 mit dem 33. Transport nach Auschwitz, dort verschollen.                                                                             | 52.48982 13.52872   |
|      | Herbert Sänger                                   | Waldowallee 9            | 7. Juli 2008  | * 1905, 27. Februar 1943 verhaftet, 3. März 1943 deportiert nach Auschwitz, † in Mittelbau-Dora | 52.48983 13.52872   |
|      | Harry Salinger                                   | Fuchsbau 11              | 23. Sep. 2023 | | 52.4755 13.5092     |
|      | Jenny Salzmann                                   | Lehndorffstraße 29       | 14. Sep. 2007 | * 25. Oktober 1870 in Berlin als Jenny Posner, deportiert am 13. Juli 1942 mit dem 20. Alterstransport nach Theresienstadt, am 19. September 1942 nach Treblinka verbracht, verschollen in Minsk            | 52.479973 13.518766 |
|      | Simon Salzmann                                   | Lehndorffstraße 29       | 14. Sep. 2007 | * 8. oder 9. Februar 1863 in Deutsch-Eylau, deportiert am 13. Juli 1942 mit dem 20. Alterstransport nach Theresienstadt, am 19. September 1942 nach Treblinka verbracht, verschollen in Minsk               | 52.479974 13.518766 |
|      | Werner Schallhammer                              | Sangeallee 8             | 26. März 2015 | * 1923, im März 1945 verhaftet, durch ein Standgericht verurteilt und am 13. März 1945 in der Murellenschlucht in Berlin-Ruhleben hingerichtet                                                              | 52.4885 13.5215     |
|      | Edith Selbiger                                   | Wandlitzstraße 13        | 28. Sep. 2019 | | 52.4813 13.52273    |
|      | Friederike Selbiger                              | Wandlitzstraße 13        | 28. Sep. 2019 | | 52.4813 13.52273    |
|      | Helene Simonsohn                                 | Neuwieder Straße 55      | 11. Feb. 2016 | * 7. September 1864 in Bernburg, deportiert am 19. November 1942 mit dem 74. Alterstransport nach Theresienstadt, † 22. Februar 1943 in Theresienstadt                                                      | 52.490556 13.533056 |
|      | Theodor Simonsohn                                | Neuwieder Straße 55      | 11. Feb. 2016 | * 11. August 1866 in Ermsleben, deportiert am 19. November 1942 mit dem 74. Alterstransport nach Theresienstadt, † 19. Dezember 1942 in Theresienstadt                                                      | 52.490556 13.533056 |
|      | Anna Strauß                                      | Robert-Siewert-Straße 44 | Nov. 2008     | * 21. Dezember 1890 in Berlin als Anna Heindorff, deportiert am 12. Januar 1943 mit dem 26. Transport nach Auschwitz, dort verschollen.                                                                     | 52.49224 13.53031   |
|      | Franz Strauß                                     | Robert-Siewert-Straße 44 | Nov. 2008     | * 9. Oktober 1889 in Pilsen, deportiert am 12. Januar 1943 mit dem 26. Transport nach Auschwitz, dort verschollen.                                                                                          | 52.49225 13.53031   |
|      | Heinz Strauß                                     | Robert-Siewert-Straße 44 | Nov. 2008     | Heinz Gerhard Strauß, * 12. Mai 1919 in Berlin, deportiert am 12. Januar 1943 mit dem 26. Transport nach Auschwitz, † 24. Februar 1943 in Auschwitz.                                                        | 52.49226 13.53031   |
|      | Herbert Strauß                                   | Robert-Siewert-Straße 44 | Nov. 2008     | * 26. Juni 1925 in Pilsen, deportiert am 12. Januar 1943 mit dem 26. Transport nach Auschwitz, dort verschollen.                                                                                            | 52.49227 13.53031   |
|      | Hans Wirth                                       | Marksburgstraße 32       | 10. Nov. 2024 | | 52.4869 13.5226     |
|      | Thony Wirth                                      | Marksburgstraße 32       | 10. Nov. 2024 | | 52.4869 13.5226     |
|      | Amalie Wnuczek                                   | Rheinsteinstraße 9       | 11. Feb. 2016 | * 20. Februar 1883 in Krakau, deportiert am 15. August 1942 mit dem 18. Transport nach Riga, † 18. August 1942 in Riga                                                                                      | 52.483056 13.527222 |
|      | Johannes Zirker                                  | Drachenfelsstraße 12     | 3. Sep. 2018  | * 26. März 1882 in Züllichau, deportiert am 4. März 1943 mit dem 34. Transport nach Auschwitz, dort verschollen                                                                                             | 52.4834 13.528      |